# U.S. Route 57
U.S Route 57 (också kallad U.S. Highway 57 eller med förkortningen  US 57) är en amerikansk landsväg som sträcker sig i nord-sydlig riktning. Vägen är 157 km lång och löper endast genom delstaten Texas.